# Lärktangara
Lärktangara (Rhopospina alaudina) är en fågel i familjen tangaror inom ordningen tättingar.

## Utseende
Lärktangaran är en liten och rätt slank finkliknande tangara med tydligt gulskära ben. I flykten syns tydligt ett vitt band över stjärtroten. Hane i häckningsdräkt har lysande gul näbb och svartaktigt ansikte. Hane utanför häckningstid är mattare med ljus ögonring och skäraktig näbb. Även honan har ljus ögonring, med tunn mörk streckning ovan och under.

## Utbredning och systematik
Lärktangaran delas in i sex underarter med följande utbredning:
- Rhopospina alaudina bipartita– Anderna i västra Ecuador och Peru (i söder till Arequipa)
- Rhopospina alaudina humboldti – kustnära södra Ecuador och norra Peru (i söder till Piura)
- Rhopospina alaudina bracki – centrala Peru (torra dalgångar vid övre Río Huallaga)
- Rhopospina alaudina excelsa – Anderna i södra Peru (Puno) och Bolivia
- Rhopospina alaudina alaudina – Anderna i Chile (Atacama till Valdivia)
- Rhopospina alaudina venturii – Anderna i Argentina (Jujuy och Salta i Tucumán och västra Córdoba)

### Släktestillhörighet
Lärktangaran placeras traditionellt med sierratangarorna i Phrygilus. Flera DNA-studier har dock visat att arten tillsammans med koltangaran och sorgtangaran är mycket avlägset släkt från övriga arter i Phrygilus och närmare camposfinken (Porphyrospiza caerulescens). Dessa placeras därför vanligen i ett och samma släkte, där Rhopospina har prioritet. Andra urskiljer koltangaran och lärktangaran i egna släktet Corydospiza.

## Levnadssätt
Lärktangaran hittas i olika typer av steniga och sandiga miljöer med spritta buskar och områden med gräs.

## Status
Arten har ett stort utbredningsområde och beståndet anses vara stabilt. Internationella naturvårdsunionen IUCN listar den därför som livskraftig (LC).